# Spondylidini
Los espondilidinos (Spondylidini) son una tribu de coleópteros crisomeloideos de la familia Cerambycidae.

## Géneros
Tiene los siguientes géneros y especies:
- Género Neospondylis
  - Neospondylis mexicanus (Bates, 1879)
  - Neospondylis upiformis (Mannerheim, 1843)
- Género Scaphinus
  - Scaphinus muticus (Fabricius, 1801)
- Género Spondylis
  - Spondylis buprestoides (Fabricius, 1775)[1]